# Yarsé
Ne doit pas être confondu avec Yarsi.
Les Yarsé ou Yaarse ou Yarcé (singulier Yarga) ou Wangarbé ( pluriel de Bangaro en fulfuldé) sont une population du Burkina Faso. À l'origine, il ne s'agit pas d'une véritable ethnie, plutôt de commerçants ambulants musulmans originaires des régions Mandés, Bambaras ou Sarakolé, mais ils ont été considérés comme tels par l'administration coloniale et, au fil du temps, assimilés au grand groupe des Mossi.

## Toponymie
De nombreux villages du Burkina Faso portent, accolée à leur nom, la dénomination Yarcé dont : Bagahokc-Yarcé, Barma-Yarcé, Bissiga-Yarcé (Bissiga), Bissiga-Yarcé (Zitenga), Bouga-Yarcé, Cissé-Yarcé, Delguin-Yarcé, Donséné-Yarcé, Foulou-Yarcé, Gan-Yiri-Yarcé, Guemsogo-Yarcé, Goulguin-Yarcé, Iria-Yarcé, Kiemna-Yarcé, Koada-Yarcé, Koukabako-Yarcé, Koumna-Yargo, Koutoula-Yarcé, Laye-Yarcé, Malenga-Yarcé, Mokin-Yarcé, Nango-Yarcé, Naré-Yarcé, Niou-Yarcé, Ouéguédo-Yarcé, Ouga-Yarcé, Ouro-Yarcé, Pouto-Yarcé, Rakaye-Yarcé, Roumba-Yarcé, Sacré-Yarcé, Sagabtinga-Yarcé, Sanéwabo-Yarcé, Sangha-Yarcé, Silmaiougou-Yarcé, Sini-Yarcé, Sondeguin-Yarcé, Tampèlga-Yarcé, Tampouy-Yarcé, Tibi-Yarcé, Toéguin-Yarcé, Tougué-Yarcé, Toulougou-Yarcé, Yamsindé-Yarcé, Yargo-Yarcé,  Zoaga-Yarcé Zecco-Yarcé (Guiro-Yarcé) (Guiré - Yarcé) (Guira-Yarcé) Boulounga-Yarcé)].